# ヴィアチェスラフ・エキモフ
ヴィアチェスラフ・ウラディミロヴィッチ・エキモフ（ロシア語: Вячеслав Владимирович Екимов, ラテン文字転写: Viatcheslav Vladimirovich Ekimov。1966年2月4日- ）は、ロシア・ヴィボルグ出身の男性元自転車競技選手。

## 経歴

### アマチュア時代
旧ソビエト連邦時代の1984年、ジュニア世界選手権の団体追い抜き、ポイントレースで優勝。翌1985年より世界自転車選手権・アマ個人追い抜きで3連覇を達成。1988年開催のソウルオリンピックの同種目において、断然の本命と目されたが、国内予選において、ギンタウタス・ウマラスに不覚を取って同種目の出場権を失ってしまった。しかし、ソビエト連邦の団体追い抜きのメンバーに選出され、同オリンピック・個人追い抜き金メダリストのウマラスらとともに、金メダル獲得に貢献した。
1989年の世界選手権の個人追い抜きは制し、世界選手権において同種目は4回制覇。そして1990年、ドイツ統一元年であり、ソビエト連邦崩壊も目前に迫った年であったが、エキモフはプロ転向を決意。名将・ペーター・ポスト率いる、オランダのパナソニックチームと契約を結ぶ。

### エリート時代
1990年、前橋で開催された世界選手権・プロ個人追い抜きを制覇。世界選手権においては、翌1991年のプロポイントレースも制覇した。ここまでは主にトラックレースにおける活躍が中心だったが、1990年にツール・ド・フランス初出場を果たし1991年にはチームパナソニックにてステージ優勝を達成。以後2006年まで15回の出場を果たすことになる。そして、ツール出場を契機に、ロードレースへと完全に重きを置くようになった。1992年にはチューリッヒ選手権を制覇。1997年にはロシア国内選手権ロードレースを制覇。1998年、ロンド・ファン・ネーデルランド総合2位などの実績を残す。
2000年、ランス・アームストロングがエースである、USポスタルサービスに移籍。その年行われた2000年シドニーオリンピック・ロード個人タイムトライアルにおいて、チームメイトのアームストロングや、ドイツのヤン・ウルリッヒといったビッグネームを破って金メダルを獲得。また、ツールではアシスト役として、アームストロングの連覇更新に貢献した形となった。
2002年、一旦引退を表明しロシアのチームで指導にあたることになっていたが、ツール直前に復帰した。この時点では真相に口をつぐんでいたが、引退後のインタビューによると健康診断で内臓機能の悪化が明らかになったために休息をとっており、復帰と指導者両面の道を模索していたという。
2003年には、パリ〜ルーベで3位に入る。
2004年に行われたアテネオリンピックの個人タイムトライアルを制覇。
2006年、40歳となったエキモフは、この年のツールにおいて15回目の出場および完走を果たしたが、これはヨープ・ズートメルクの16回に次ぎ、ルシアン・バンインプと並ぶ記録である。同年に引退。その後ディスカバリーチャンネルチームのスタッフとなった。

### 引退後
2012年8月10日、IOCは、2004年のアテネオリンピックの個人タイムトライアルにおけるタイラー・ハミルトンの優勝記録を取り消すことを決し、これに伴い、エキモフを金、ボビー・ジュリック（アメリカ）を銀、マイケル・ロジャース（オーストラリア）を銅の各メダル獲得認定者とすることになった。

### ツール・ド・フランスにおける成績
- 1990年 : 55位
- 1991年 : 42位, 区間1勝。
- 1992年 : 65位
- 1993年 : 35位
- 1994年 : 36位
- 1995年 : 18位
- 1996年 : 21位
- 1997年 : 44位
- 1998年 : 38位
- 2000年 : 55位
- 2001年 : 82位
- 2002年 : 58位
- 2003年 : 76位
- 2004年 : 80位
- 2006年 : 84位